# لشکر ۳ پیاده (ایالات متحده آمریکا)
لشکر ۳ پیاده (انگلیسی: 3rd Infantry Division) لشکر ترکیبی (پیاده-زرهی) زیرمجموعه نیروی زمینی ایالات متحده آمریکا و تحت امر سپاه شانزدهم هوابرد است، که در سال ۱۹۱۷ تأسیس شد. این لشکر در جنگ جهانی اول، جنگ جهانی دوم، جنگ کره، جنگ خلیج فارس، جنگ افغانستان و جنگ عراق شرکت داشت.
قرارگاه فرماندهی لشکر ۳ پیاده در فورت استوارت، جورجیا مستقر است. این واحد تحت فرماندهی نیروهای ارتش ایالات متحده است. سازمان فعلی آن شامل یک ستاد لشکر و گردان ستاد، دو تیم رزمی تیپ زرهی، یک تیپ هوانوردی، یک توپخانه لشکر، یک تیپ پشتیبانی و یک گردان پشتیبانی رزمی به همراه یک تیپ تقویت مانور است. این لشکر دارای سابقه‌ای برجسته است و در جنگ جهانی اول، جنگ جهانی دوم، جنگ کره و جنگ علیه تروریسم حضور فعال داشته است. تاکنون به ۶۱ عضو لشکر سوم پیاده مدال افتخار اعطا شده است که این لشکر را به پرافتخارترین لشکر در نیروی زمینی آمریکا تبدیل می‌کند.
این لشکر در جنگ جهانی اول در فرانسه جنگید. در جنگ جهانی دوم، به همراه نیروی ویژه ژنرال پاتون در یک عملیات آبی-خاکی چالش‌برانگیز در سواحل مراکش، شمال آفریقا، پیاده شد و مدافعان ویشی فرانسه را در نوامبر ۱۹۴۲ در هم کوبید. در سال ۱۹۴۳ این لشکر در ماه ژوئیه به سیسیل حمله کرد و در ماه سپتامبر به سالرنو در ایتالیا حمله کرد، پیش از آنکه در فرانسه و در نهایت در آلمان بجنگد. آودی مورفی، برنده نشان افتخار (آمریکا)، که در فیلم هالیوودی «به جهنم و بازگشت» حضور دارد، یکی از اعضای این لشکر بود. این لشکر همچنین در جنگ کره حضور داشت. از سال ۱۹۵۷ تا ۱۹۹۶ این لشکر به‌عنوان بخشی از اتحاد ناتو، بخش عمده‌ای از حضور نیروی زمینی ایالات متحده در آلمان غربی بود.